# Park Jeong-dae
Park Jeong-dae (nacido el 9 de noviembre de 1965) (Hangul: 오정희) es un escritor surcoreano.

## Biografía
Park Jeong-dae nació en Jeongsan, provincia de Gangwon, Corea del Sur. Es miembro del grupo de poesía "Poesía radical internacional".  Es conocido en Corea por su vestimenta informal. De pequeño su madre lo vistió con traje para su primer día de colegio y recibió tantas burlas que ahora rechaza vestirse formalmente. Según él mismo ha manifestado: "tengo espíritu de resistencia y deseo de vivir de forma libre".
Entró al departamento de Literatura coreana en la Universidad de Corea en 1984, pero tuvo que dejar los estudios durante un tiempo para cuidar de su abuela, que padecía leucemia. Durante este periodo de tiempo escribió varias historias cortas y poemas, y después de la muerte de su abuela, entró en el servicio militar. Cuando salió, veintisiete meses después, volvió a la universidad y debutó en 1990 con la publicación de seis poemas, incluida "La estética de la vela".
Ha participado en el Sindicato de Docentes de Corea y ha sido el editor de la publicación mensual de esta entidad Magnolia report.

## Obra
Park Jeong-dae es miembro de la "Generación del 19 de abril"
Ha explorado obstinadamente temas similares desde perspectivas similares a lo largo de toda su poesía. Esta persistencia viene de la percepción de que existen problemas y asuntos sin solucionar que necesitan de atención continua. Los absurdos de la vida, las experiencias desagradables y las situaciones que desafían la lógica hacen que el poeta sueñe con una realidad lejana y alternativa, donde la posibilidad de un amor sin fin todavía existe. El apego del poeta a sus ideales románticos es en parte producto de sus años de juventud pasados en la atmósfera de opresión política y lucha violenta por reformas sociales de la década de 1980, donde los deseos individuales y los sueños románticos estaban relegados. Aunque el poeta es políticamente activo y socialmente responsable (se unió al Sindicato Nacional de Docentes de Corea y ha sido editor de su publicación mensual), la voz poética de sus poemas sigue siendo una figura romántica que canta con el acompañamiento de una guitarra y corre al galope por los campos verdes en su caballo soñando con un grandioso amor.
Se ha descrito su obra diciendo que utiliza "un lenguaje ideosincrático para expresar la sombría realidad existencial escondida detrás de la era del consumismo capitalista".

## Premios
Ha ganado dos premios literarios de Corea del Sur, el 14º premio literario Kim Dal-jin y el 19º premio de poesía Sowol.

## Obras en coreano (lista parcial)[4]
- Fragmentos (1997)
- En la violencia y la sordidez de mi juventud aún cae la nieve como música (2002)
- La guitarra del Amur (2004)